# 國際數棋
國際數棋，是中國內蒙古師範大學数学系教授呂玉柱在1993年推出，基於中國跳棋與數棋融合的兩人棋類。2005年中国青少年科技辅导员协会在各地推廣該棋，被一些小學採用為數學教具，並舉辦校內比賽，也有探討的教學書籍。

## 棋具
- 棋盤為每方十枚棋子的中國跳棋棋盤，唯初始位置標為零到十的整數數字。

- 雙方棋子各编有零到十的整數數字，每方十枚，以顏色區分敵我。

## 規則
- 每方棋子初始佈置皆在編號相同的初始格。

- 約定遊戲結束時採用积和法或差和法計分。

- 每回合玩家移動一枚己棋，可選下列四種行動之一：
  - 移：移至空鄰位。
  - 鄰：跳過鄰位的一枚任何方棋子落到同方向的緊連空格，不能連跳。
  - 跨：跨过同一线的任何方棋子群，不论中途多少空位，然後落在所跨过棋子群最末子的前方空邻位。跨过棋子群的编号皆必须参与运算，並僅参与一次运算，通过加减乘除四则运算中得出某數字。行動再分兩種：
    - 單跨：跳跨一個棋子群，所跨过棋子群的所得數必須等於该行動棋编号。
    - 連跨：跳跨多個棋子群，每次方向可換，各次所跨过棋子群的所得數必須相同。

- 兩方所有己棋擺於敵方初始位置，遊戲結束，開始計分每枚的得分，總分多者勝。有兩種方式計分：
  - 积和法：每枚棋子编号数乘該棋位编号数的總和。
  - 差和法：每枚棋子编号数與該棋位编号数相減的絕對值的總和。[11]

## 外部連結
- 遊戲官網
- 国际数棋对弈实用棋谱基础篇